# José Luis Borau
José Luis Borau Moradell (Zaragoza, 8 de agosto de 1929-Madrid, 23 de noviembre de 2012) fue un director, productor, guionista, actor ocasional, editor literario y crítico de cine español, miembro de la Real Academia Española en el sillón B desde 2008 hasta su muerte, en 2012.

## Biografía
Realizó sus primeros estudios en el Colegio San Agustín de Zaragoza, ciudad en la que comenzó a estudiar Derecho en 1949. Tras trabajar durante un corto período como crítico de cine en el periódico Heraldo de Aragón, estudió desde 1957 en la Escuela Oficial de Cinematografía en Madrid, carrera que terminó con el corto En el río en 1960.
Se lo consideró como la gran esperanza del «Nuevo Cine Español» en los años 1960. Sin embargo, mientras que sus contemporáneos hacían un cine psicológico, él, siguiendo las modas de Hollywood, se dedicó al spaghetti western (Brandy, 1963) o al thriller (Crimen de doble filo, 1965), con poco éxito comercial.
De estos trabajos sacó la conclusión de que solo podía filmar películas satisfactorias si las realizaba bajo control propio y fundó en 1967 su propia productora El imán. Durante diez años filmó sobre todo anuncios y produjo películas de otros. Además, trabajó como profesor de guion de la Escuela Oficial de Cinematografía.
Su primera película bajo control propio es el thriller político Hay que matar a B. (1974), que puso de relieve, por primera vez, su estilo preciso y minucioso en la dirección, la construcción de la historia y el montaje. Este filme contó con un reparto internacional que incluía a las estrellas norteamericanas Burgess Meredith y Patricia Neal.
Su mayor éxito comercial lo tuvo en 1975 con el drama Furtivos, que actualmente se considera como uno de los mejores ejemplos del cine del tardofranquismo. Sobre todo, impresiona la escenografía visual de la trama en los bosques de los alrededores de Madrid. La película obtuvo en 1975 la Concha de Oro del Festival de Cine de San Sebastián y el premio a la mejor película en lengua española.
En 1979 estrena La Sabina, una historia de pasión y superstición que transcurre en tierras andaluzas. La coproducción con Suecia permite sumar al reparto a conocidos actores extranjeros. 
En 1984, fue director de la coproducción hispano-norteamericana Río abajo (título en EE. UU.: On the Line) con David Carradine y Victoria Abril, que no obtuvo la repercusión esperada. Borau pudo desquitarse de este relativo fracaso cosechando un éxito de público y crítica en 1986 con Tata mía (con Imperio Argentina y Carmen Maura), que entre otras cosas alcanzó una nominación para los Goya como mejor guion, y en 1997 filmó Niño nadie.
En 1993 filmó la serie de televisión Celia, basándose en historias de Elena Fortún. Con la idea inicial de tan solo escribir los guiones y producir los capítulos, acabó por dirigir parte de la serie, que tuvo cierto éxito de público en TVE.
De 1994 a 1998 fue presidente de la Academia de las Artes y las Ciencias Cinematográficas de España, desde la que dirigió la elaboración y edición del Diccionario de Cine Español en 1998. En 1995 fundó su propia editorial, Ediciones El Imán, dedicada principalmente a la cinematografía.
En la XV edición de los Premios Goya, en 2001, obtuvo con su película Leo (2000) el premio Goya a la mejor dirección. Además, ganó el premio especial del jurado del Festival de Cine de Málaga y junto con La comunidad de Álex de la Iglesia el premio Premio Fotogramas de Plata. En 2003, a los 74 años, recibió por Camisa de once varas, libro de relatos, el Premio Tigre Juan de narrativa a la mejor ópera prima. En 2007, Chunta Aragonesista le concedió el III Premio Aragoneses en Madrid. Presidente de la Sociedad General de Autores y Editores (SGAE) desde julio de 2007 hasta julio de 2011. 
En febrero de 2008 fue nombrado académico de la Real Academia Española, cubriendo la vacante dejada por Fernando Fernán Gómez en el sillón B. La contestación de su discurso de incorporación corrió a cargo de Mario Vargas Llosa. El 22 de noviembre de 2012 se presentó el libro Borau. La vida no da para más, un acercamiento a su obra por parte de Bernardo Sánchez Salas. Un día después fallecía en Madrid a la edad de 83 años.

## Filmografía
- (D) Director
- (G) Guionista
- (P) Productor
- (A) Actor

### Cine
| Año  | Película                                | Director                |
| ---- | --------------------------------------- | ----------------------- |
| 2001 | El verano de Anna (P)                   | Jeanine Meerapfel       |
| 2000 | Leo (DGP)                               | José Luis Borau         |
| 1997 | Niño nadie (DGP)                        | José Luis Borau         |
| 1996 | Ilona llega con la lluvia (A)           | Sergio Cabrera          |
| 1993 | Todos a la cárcel (A)                   | Luis García Berlanga    |
| 1988 | Malaventura (A)                         | Manuel Gutiérrez Aragón |
| 1986 | Tata mía (DGP)                          | José Luis Borau         |
| 1984 | Río abajo (On the Line) (DGP)           | José Luis Borau         |
| 1981 | Cuentos para una escapada (A)           | Varios                  |
| 1979 | La Sabina (DGP)                         | José Luis Borau         |
| 1978 | Sonámbulos (A)                          | Manuel Gutiérrez Aragón |
| 1977 | In memoriam (P)                         | Enrique Brasó           |
| 1977 | El monosabio (GP)                       | Ray Rivas               |
| 1976 | Camada negra (GP)                       | Manuel Gutiérrez Aragón |
| 1975 | La adúltera (A)                         | Roberto Bodegas         |
| 1975 | Furtivos (DGPA)                         | José Luis Borau         |
| 1973 | Hay que matar a B. (DGP)                | José Luis Borau         |
| 1972 | Mi querida señorita (GPA)               | Jaime de Armiñán        |
| 1970 | Un, dos, tres, al escondite inglés (PA) | Iván Zulueta            |
| 1965 | Crimen de doble filo (D)                | José Luis Borau         |
| 1964 | Brandy (DG)                             | José Luis Borau         |

### Televisión
| Año  | Serie       | Director        |
| ---- | ----------- | --------------- |
| 1992 | Celia (DGP) | José Luis Borau |

## Obra literaria
- Camisa de once varas, Premio Tigre Juan de Narrativa.
- Navidad, horrible navidad
- El amigo de invierno
- Cuentos de Culver City
- Palabra de cine.

## Crítica cinematográfica
- Diccionario de cine español
- La pintura en el cine, el cine en la pintura
- Cine, arte y artilugios en el cine español.

## Guiones publicados
- Leo.

## Premios y distinciones
Festival Internacional de Cine de San Sebastián
| Año  | Categoría                                                          | Película | Resultado |
| ---- | ------------------------------------------------------------------ | -------- | --------- |
| 1975 | Concha de Oro                                                      | Furtivos | Ganador   |
| 1975 | Premio Perla del Cantábrico al mejor largometraje de habla hispana | Furtivos | Ganador   |

Medallas del Círculo de Escritores Cinematográficos
| Año  | Categoría              | Película            | Resultado |
| ---- | ---------------------- | ------------------- | --------- |
| 1964 | Premio Antonio Barbero | Brandy              | Ganador   |
| 1971 | Mejor guion            | Mi querida señorita | Ganador   |
| 1974 | Mejor guion            | Hay que matar a B.  | Ganador   |
| 1975 | Mejor director         | Furtivos            | Ganador   |
| 1975 | Mejor guion            | Furtivos            | Ganador   |
| 1979 | Mejor director         | La sabina           | Ganador   |

- Premio Goya a la mejor dirección por su película Leo (2000).
- Premio Nacional de Cinematografía (2002).
- Premio Tigre Juan de narrativa (2003).
- Mención Especial Espiello (2009).
- Premio de las Letras Aragonesas (2009).
- Premio UIMP a la Cinematografía (2010).

| Predecesor: Gerardo Herrero       | Presidente de la Academia de las Artes y las Ciencias Cinematográficas de España 1994 – 1998 | Sucesor: Aitana Sánchez-Gijón |
| Predecesor: Fernando Fernán Gómez | Académico de la Real Academia Española Sillón B 2008 – 2012                                  | Sucesor: Aurora Egido         |